# 哈日诺尔 (达来东苏木)
哈日诺尔是位于中国内蒙古自治区呼伦贝尔市新巴尔虎右旗达来东苏木北部的一个湖泊。其位置约在东经117°06′，北纬49°36′。湖面海拔732米，面积达3平方公里。该湖的沉积物主要为天然碱和石盐。哈日诺尔在蒙古语中的意思是黑湖。